# Rossz anyák
A Rossz anyák (eredeti cím: Bad Moms)  2016-ban bemutatott amerikai filmvígjáték, amelynek forgatókönyvírója és rendezője Jon Lucas és Scott Moore. A főszerepben Mila Kunis, Kristen Bell, Kathryn Hahn, Jay Hernandez, Annie Mumolo, Jada Pinkett Smith és Christina Applegate látható.
A forgatás 2016. január 11-én kezdődött New Orleansban. Premierje 2016. július 19-én volt New Yorkban, a mozikban pedig 2016. július 29-én mutatta be az STX Entertainment. Vegyes véleményeket kapott a kritikusoktól, és világszerte több mint 183 millió dolláros bevételt hozott, ezzel az STX első olyan filmje lett, ami elérte a 100 millió dolláros hazai bevételt.
Elkészült a film folytatása Rossz anyák karácsonya címmel, amelyet 2017. november 1-jén mutattak be.

## Cselekmény
A 32 éves Amy Mitchell (Mila Kunis) Chicago szélén él egy látszólag tökéletes családban két gyermekével, Jane-nel  (Oona Laurence) és Dylan-nel (Emjay Anthony), kutyájával, Stucker-rel és férjével, Mike-kal (David Wallton). Mike sikeres hitel-ügyintéző, de nem törődik mással magán kívül, így Amy úgy érzi, mintha Mike lenne a harmadik gyermeke. Amy 20 évesen szülte első gyermekét, és azóta mindig késésben van. Nagyon sokat törődik gyermekeivel, elviszi őket az iskolába, utána rohan dolgozni, ami egy ULTRA nevű kávécég, ahol ő a legidősebb 32 évesen, ám ettől függetlenül imádja. A munka végeztével visszamegy a suliba, mert mindig van valami program, utána bevásárol, majd még gyermekei leckéjére is jut ideje. Amy este felfedezte, hogy Mike már 10 hónapja online maszturbált valami macával, Sharonnal (Leah McKendrick). Erre Mike-ot örökre kirúgja. Másnap észreveszi, hogy kutyája, Stucker furán jár, így Amynek el kell vinnie állatorvoshoz.
Az iskoláig sok anyuka és apuka elkíséri gyermekét, Gwendolyn (Christina Applegate) és barátnői, Stacy (Jada Pinkett Smith) és Vicky (Annie Mumolo) pedig rendkívüli SZMK-gyűlésről szoló papírokat osztogatnak. Amy is elviszi Jane-t és Dylan-t, amikor kocsija ablakán Gwendolyn kopogtat, Amy leforrázza magát, után elviszi Stuckert állatorvoshoz, ő pedig azt mondja, hogy szédül. Utána hazaviszi Stuckert és rohan a munkahelyére. Kapkodva eszik valamit az autójában, s eközben egy cserbenhagyásos gázolást is elkövet. Utána rohan vissza az iskolába, mert Jane-nek fociedzésre kell mennie, ekkor Amy-nek kirúgják a lábát.
Este beesik az SZMK-gyűlésre, ahol Gwendolyn kinevezi a sütivásár önkéntes rendőregységébe. Amy elpanaszolja a napját és kiszáll az SZMK-ból, majd beül a helyi bárba, ahol találkozik két anyatársával, Carlával (Kathryn Hahn) és Kikivel (Kristen Bell), akiknek hasonló gondjaik vannak. Leisszák magukat, megbeszélik, hogy nem bírják már a napi rutint és rossz anyák lesznek, majd részegen elmennek a szupermarketbe. Másnap reggel Amy közli gyermekeivel, hogy nem fog többé reggelit csinálni. Elmennek Mike kedvenc autójával a suliba, majd Gwendolyn meghívja a következő SZMK-gyűlésre, de Amy nemet mond. Gwendolyn nem hagyja, hogy így ,,megússza" ezt. Elmegy megreggelizni, Dale (Clark Duke) pedig Amyt keresi. Ezután Amy, Kiki és Carla elmegy moziba, majd megebédelnek, ahol Kiki találkozik a férjével, Kenttel (Lyle Brocato), erre Kiki gyorsan hazarohan, hiszen a gyerekek ezek szerint egyedül vannak otthon.
Amy mégis elmegy az SZMK által meghirdetett sütivásárra, ahol Gwendolyn felfedezi, hogy Amy boltban vette a fánkgolyókat, és közli vele, hogy ennek a hisztériának vége. Amy elviszi Jane-t a kínai órájára, de miután Jane közli vele, hogy brutálstresszes a foglalkozás, Amy elvisze egy fürdőbe a lányát, ahol Carla dolgozik. Utána Gwendolyn megfenyegeti az iskolai fociedzőt, hogy Amy kislányát tegye kispadra. Ezután este a 3 anya elmegy a bárba, ahol be akarnak pasizni, Amy végül összejön Jessie-vel (Jay Hernandez). Másnap Amy megtudja, hogy Gwendolyn kispadra tette a lányát, és ezzel megfenyegetve Gwendolynt indul ellene az SZMK-elnöki címért.
Este a 3 család elmegy vacsorázni egy étterembe. Másnap Amy megkéri Dylan-t, hogy maga csinálja meg a házijait. Este Amy házában lesz az iskola összes anyukája (Gwendolyn bulija után). A buli után megjelenik Jessie, akivel Amy szexelt. Még aznap este Gwendolyn és barátnői kokaint helyeznek el Jane szekrényébe. Másnap Amy és Mike elmennek párterápiára, aminek végeredménye válás lesz. Utána Amy visszamegy két hét után a munkájába, ahol Dale közli Amyvel, hogy ki van rúgva. Erre Amy idegesen veszi fel a telefont: Burr igazgató (Wendell Pierce) az. Kiderül, hogy Jane szekrényében marihuana-cigarettát találtak.
Amy elmondja lányának, hogy nem így akarta, erre Jane közli vele, hogy megunta az anyaságot és kiszállt, lógott a munkából és lefeküdt Lori Harghness apukájával, és hogy ez undorító. Erre Jane, Dylan és Stucker is elmegy Mike-kal a szállodába. Amyre úgy törnek rá a barátai, hogy most van az SZMK választás, de Amynek se hangulata, se kedve nincs hozzá. Carla mégis meggyőzi, hogy menjen el, mire igent mond. Amynek olyan nagy sikere lett, hogy ő lett az új SZMK elnök. Kiérve az iskolából Gwendolyn a kocsijában ül és sír. Amy megkérdezi tőle, mi a baj, erre azt mondja, hogy az SZMK volt az egyetlen jó dolog az életében, és most az is elveszett. Megígérte Gwendolyn Amynek, hogy visszajuttatja Janet a focicsapatba. Erre megszólal a sütő időzítője, Dylan odamegy és azt mondja, hogy sütött frittetát. Tehát megtanult főzni, majd azt mondja, hogy meg kell csinálnia a háziját, mire Amy: ,,Ki vagy te?!" A kocsiban énekelnek, jól érzik magukat, Amyt felhívja a főnöke, hogy jöjjön vissza és hogy megkap bármit, amit kér. Amy belemegy.
Másnap elviszi a gyerekeit iskolába, ezután Carlával és Kikivel megbeszélik mi legyen a mai program. Erre Gwendolyn kiszól a kocsijából, hogy szálljanak be a kocsijába. Elviszi Amyt, Carlát és Kikit a reptérre, ahol azt mondja, hogy egész nap nála lesz a férje repülője és hogy hová szeretnének elutazni. Úgyhogy tényleg megoldódott minden probléma.

## Szereplők
| Szerep                              | Színész             | Magyar hang           |
| ----------------------------------- | ------------------- | --------------------- |
| Amy Mitchell                        | Mila Kunis          | Pikali Gerda          |
| Carla Dunkver                       | Kathryn Hahn        | Bertalan Ágnes        |
| Kiki Dyl                            | Kristen Bell        | Vadász Bea            |
| Gwendolyn James, az SZMK elnöke     | Christina Applegate | Zsigmond Tamara       |
| Stacy, Gwendolyn barátnője          | Jada Pinkett Smith  | Náray Erika           |
| Vicky, Gwendolyn barátnője          | Annie Mumolo        | Virághalmy Judit      |
| Mike, Amy férje                     | David Walton        | Kolovratnik Krisztián |
| Jane, Amy kislánya                  | Oona Laurence       | Koller Virág          |
| Dylan, Amy kisfia                   | Emjay Anthony       | Pál Dániel Máté       |
| Dale Kopler, Amy főnöke             | Clark Duke          | Elek Ferenc           |
| Jessie Harghness, Amy szerelme      | Jay Hernandez       | Fehér Tibor           |
| Burr igazgató, az iskola igazgatója | Wendell Pierce      | Bognár Tamás          |
| Sharon, Mike szerelme               | Leah McKendrick     | Bálizs Anett          |
| Tessa, Amy munkatársa               | Megan Ferguson      | TBA                   |
| Kent, Kiki férje                    | Lyle Brocato        | Dányi Krisztián       |
| Dr. Carl, a családterepauta         | Wanda Sykes         | Halász Aranka         |
| Jaxon, Carla fia                    | Cade Cooksey        | Bogdán Gergő          |
| Craig, a fociedző                   | JJ Watt             | TBA                   |

## Díjak
| Díj                    | Dátum            | Kategória                   | Jelölt                 |
| ---------------------- | ---------------- | --------------------------- | ---------------------- |
| People's Choice Awards | 2017. január 18. | Legjobb vígjáték            | Rossz anyák (Bad Moms) |
| People's Choice Awards | 2017. január 18. | Legjobb vígjátéki színésznő | Kristen Bell           |